# Emile Maillen
Emile Ghislain Maillen (Bouge, 21 april 1880 – Namen, 3 juni 1965) was een Belgisch volksvertegenwoordiger.

## Levensloop
Maillen was secretaris in Namen van het Nationaal Syndicaat van arbeiders en bedienden van de ijzerwegen, tot aan de Tweede Wereldoorlog. Hij maakte deel uit van het Bureau van de Syndicale Commissie.
In 1921 werd hij provincieraadslid en dit tot in 1925, toen hij verkozen werd tot BWP-volksvertegenwoordiger voor het arrondissement Namen. Hij vervulde dit mandaat tot in 1932. 